# Sooty Bluff
Das Sooty Bluff ist ein 25 m hohes Kliff an der Nordküste Südgeorgiens im Südatlantik. Auf der Thatcher-Halbinsel ragt es unterhalb der Ostflanke des Mount Duse am Ostufer der Cumberland East Bay auf.
Das UK Antarctic Place-Names Committee benannte es 2020 nach dem Rußalbatros (englisch Light-mantled sooty albatross), zu dessen Brutgebieten dieses Kliff zählt.